# 필윤
필윤 영어:Phil Yoon(본명:윤상필, 1967년 ~) 대한민국 출신의 재즈 드러머, 방송인, 저자이자 교육자이며 세계적인 드럼 스틱 브랜드인 독일의 로헤마, 캐나다의 로스카보스의 엔도저 그리고 현재는 터키의 아나톨리안 심벌과 미국의 아쿠아리안 드럼 헤드의 공식 엔도저 아티스트이다.

## 생애
평택고등학교를 졸업한 뒤 순천향대학교에서 영어영문학을 전공했고, 대학 시절이었던 1987년에 헤비메탈 밴드 '이데아'의 드러머로 본격적인 음악 경력을 시작했다. 1988년~1991년 군 복무 후 1991년에는 김창남이 결성한 팝 밴드 '김창남과 도시로'에 가입해 1993년까지 활동했다.
1994년에 미국으로 유학했고, 이 시기 동안 비밥 재즈에 심취하면서 보스턴의 버클리 음대와 론지 음대 대학원에서 스킵 헤든과 켄우드 데나드, 밥 귤로티, 제리 씨코, 조지 가존 등에게 재즈 드럼 연주와 이론, 작곡을 배웠다. 버클리 재학 후반기였던 1998년에 동교 교수이자 재즈 트럼펫 연주자인 제리 씨코의 밴드에서 드러머로 공식 데뷰했고, 대학원 졸업 후 2003~06년 동안 뉴욕을 중심으로 제드 리비, 마크 그로스, 데이비드 벌크만, 토루 도도, 그렉 멀피 등과 활동하다가 2007년에 귀국했다. 
귀국 후 색소포니스트 도니 매카슬린, 피아니스트 조지 콜리건, 베이시스트 요하네스 바이덴뮐러와 녹음한 첫 재즈 리더 앨범인 'E. J.'를 발매했고, 연세대학교와 상명대학교, 전주대학교 등에서 외래교수, 겸임교수, 객원교수 등으로 재직하였고 현재 평택대학교에서 겸임교수로 교육 활동도 병행하고 있다. 자신의 재즈 쿼텟(4중주단)인 필윤 그룹의 리더 외에 버클리 출신 한국 재즈 뮤지션들인과 결성한 쿼텟 'Straight Ahead'의 리더 겸 드러머, 곽윤찬 트리오, 송준서 트리오 등의 객원 드러머로 활동하며 자라섬국제재즈페스티벌, 대구국제재즈축제, 울산국제재즈페스티벌 등에 참여하고 있다.
2012년에 여행 전문 채널인 스카이 트래블의 4부작 재즈 다큐멘터리 '재즈 앤 더 시티'의 주연 배우로 제작에 참가했고, 이 다큐멘터리 내용을 담은 동명의 음악 여행 에세이 '재즈 앤 더 시티'를 출판했으며 iTunes에 영문 및 한글판으로 'Jazz and the City'를 엡북으로 출시했다. TOP밴드 2의 전문 심사위원 및 자라섬국제재즈콩쿨 본선 심사위원으로 활동하기도 했고, 하반기에는 1집과 동일한 라인업으로 전년도에 타계한 어머니를 회상하는 2집 앨범 'Reminiscences of Mom'을 발매했다. 2013년 2월부터 11월까지 예술TV Arte에서 총 10부작 재즈 연속 라이브 방송 공연 '필윤의 재즈 스토리'의 스토리 텔러 MC 및 기획과 극본을 맡았다. '용인재즈페스티벌'의 총감독을 맡아 재즈의 저변을 확대하고 일본 'Ikebukuro Jazz Festival', 인도네시아의 'North Sumatra Jazz Festival'과 교류하고 있다. 2019년 3집 앨범 'The Winds From Cuba'와 2021년 스트레이트 어헤드의 2집 앨범 'New Time'을 리더로서 발매했다. 사단법인 한국재즈협회의 등재 이사와 글로벌그린국제재즈문화교류센터의 대표를 역임하고 있다. 2021년 주현미 재즈 프로젝트의 디렉터 겸 프로듀서를 맡아 작곡 및 편곡한 4장의 싱글 음반을 발매했다.

## 음반

### 리더
- Phil Yoon 'The Winds From Cuba' (2019 Keiser)
- Phil Yoon Group 'Reminiscences of Mom' (2012 BIC Music) <The Best Jazz Album of the Year by MM Jazz>
- Phil Yoon Group 'E. J.' (2007 EMI) <The Best Jazz Album of the Year by MM Jazz>

### 프로듀서/공동 리더
- 주현미 재즈 프로젝트 '울면서 후회하네' (2021 지니뮤직), 프로듀서
- 주현미 재즈 프로젝트 '흐린 비' (2021 지니뮤직), 프로듀서
- 주현미 재즈 프로젝트 '비 내리는 영동교' (2021 지니뮤직), 프로듀서
- 주현미 재즈 프로젝트 'Winds from Cuba' (2021 지니뮤직), 프로듀서
- Straight Ahead 'New Time.' (2020 Keiser)
- Straight Ahead 'Introducing S.A.' (2011 Warner) <The Best Jazz Album of the Year by MM Jazz>

### 사이드 맨
- 이데아IDEA '이제는 더 이상 헤매이지말자' (1989 Jigu Record)
- 이데아IDEA 편집 앨범 '한국의 록 그룹' (1989 Jigu Record)
- 김창남과 도시로, '불새' (1992 Shinsaege)
- 안희정 'Forbidden Love' (2007 EMI)
- 한명옥 'God's Garden' (2007 KSR)

## 저서
- 재즈 앤 더 시티(2012 마더북스)
- Jazz and the City (2013 iTunes, 영문판 Mother Communication)
- 재즈 앤 더 시티 (2013 iTunes, 한글판 Mother Communication)

## 영상물
- EBS Space 공감, 필윤 (2021 EBS)
- 필윤의 재즈 스토리, 기획, 극본, MC (2013 예술TV Arte)
- 재즈 앤 더 시티, 주연 (2012 스카이 트래블)
- TOP 밴드 2, 전문심사위원 (2012 KBS)
- 필윤그룹 (2012 예술TV Arte)
- 스트레이트 어헤드, 재즈 리듬의 모든 것 (2011 예술TV Arte)
- EBS Space 공감, 재즈 클래식을 품다 V (2009 EBS)
- EBS Space 공감, 필윤그룹 (2007 EBS)
- 토요대행진, 김창남과 도시로 (1991-1992 KBS)
- 신혼은 아름다워, 김창남과 도시로 (1992 KBS)

## 스타일
필윤은 데뷰 초에는 하드 록, 헤비메탈 드러머로, 군 복무후에는 팝과 락 스타일의 드러머로서 활동했으며, 버클리 유학 이후로는 재즈 드러머로 활동하고 있다. 맥스 로치와 엘빈 존스, 로이 헤인스, 토니 윌리엄스 등 선배 드러머들의 강한 영향을 받아 비밥에서 프리 재즈까지 아우르는 정통적인 모던 재즈 계통의 음악을 추구하며, 윈튼 마샬리스 류의 뉴 트래디셔널 재즈의 영향을 받았으며 본인이 리더로 이끌고 있는 필윤그룹은 상당히 복잡한 변박이나 혼합박이 들어간 리드미컬한 곡들을 주로 연주한다.
자작곡 외에 유명한 재즈 넘버들인 Joshua, Softly as Morning Sunrise와 마일스 데이비스의 Nardis 같은 경우에도 다양한 변박을 갖는 모던 재즈 스타일로 편곡해 연주하기도 하고, 진도 아리랑이나 한 오백년, 뱃놀이 같은 민요도 재즈로 연주하고 있다. 사물놀이의 악기들인 꽹과리, 징, 장구, 북이 표현하는 국악 장단들을 드럼과 심벌들로 표현하는 즉흥 연주와 편곡들을 보여주고 있다.
미국 유학 시절 1950~60년대 재즈 드러머들이 애용한 그레치(Gretsch) 브랜드의 빈티지 악기를 단독 공연이나 음반 녹음에서 주로 사용하고 있다.